# Flugplatz Siglufjörður

i8
i11
i13
Der Flugplatz Siglufjörður (isländisch Siglufjarðarflugvöllur, IATA-Code: SIJ, ICAO-Code: BISI)  ist ein Flugplatz im Nordosten von Island.
Er liegt in der Gemeinde Fjallabyggð nur 2 km südlich der Stadt Siglufjörður am Siglufjarðarvegur , der durch die Héðinsfjarðargöng in  Ólafsfjörður endet.
Nachdem der Flughafen Siglufjörður auch wegen der besseren Straßenverbindung durch den Tunnel Héðinsfjarðargöng geschlossen wurde, ist er inzwischen wieder geöffnet.
Von und nach Siglufjörður gibt es keine regelmäßigen Flüge.
Der Flugplatz Siglufjörður untersteht nicht der isländischen Flugverwaltung Isavia, wird aber auf deren Karte mit aufgeführt.